# Nikola Kalinić
Nikola Kalinić (Solin, 5 de janeiro de 1988) é um futebolista croata que atua como atacante. Atualmente joga no Hajduk Split, recebendo €1 por seis meses de contrato.

## Carreira
Kalinić fez parte do elenco da Seleção Croata que disputou a Eurocopa de 2016.
Também foi um dos 23 convocados pelo técnico Zlatko Dalić para a Copa do Mundo de 2018. Porém, por ter se recusado a entrar em campo nos cinco minutos finais da primeira partida da equipe no torneio (vitória de 2–0 diante da Nigéria), o técnico se irritou e a federação croata o expulsou da equipe.

### Atlético de Madrid
No dia 9 de julho de 2018, o Atlético de Madrid anunciou sua contratação por três temporadas.

## Títulos
Atlético de Madrid
- Supercopa da UEFA: 2018